# Gelidocalamus stellatus
Gelidocalamus stellatus är en gräsart som beskrevs av Tai Hui Wen. Gelidocalamus stellatus ingår i släktet Gelidocalamus och familjen gräs. Inga underarter finns listade i Catalogue of Life.